# 厚叶香草
厚叶香草（学名：Lysimachia crassifolia）为报春花科珍珠菜属的植物，是中国的特有植物。分布于中国大陆的广西等地，常生于石灰岩山坡灌丛，目前尚未由人工引种栽培。

## 别名
四棱牡丹（广西）